# Norma penale in bianco
Una norma penale in bianco nell'ordinamento giuridico italiano è una norma giuridica caratterizzata dal fatto di essere composta da un precetto indeterminato e una sanzione, invece, determinata, a differenza delle normali norme di legge composte da precetto e sanzione determinati.

## Nomenclatura
Il sintagma "precetto" indica il comportamento vietato dalla norma, mentre la "sanzione" è la conseguenza della violazione del precetto (c'è anche dottrina dove rispettivamente precetto e sanzione vengono più comunemente chiamati anche precetto primario e precetto secondario).

## Rapporto con la riserva di legge
Una norma penale in bianco, richiamando, in funzione integrativa, atti normativi di rango non primario, contrasta col principio della riserva di legge. 
Un esempio di norma penale in bianco è l'articolo 5, insieme all'articolo 1 comma 1 della legge n. 818/1984, che prevedeva la sanzione penale dell'inosservanza dell'obbligo di richiedere o di rinnovare il certificato di prevenzione incendi in capo ai soggetti titolari di una delle attività di cui ad un decreto ministeriale, già emanato e successivamente modificato, rimettendo ad un atto normativo regolamentare la scelta stessa dei soggetti obbligati.
Non sono norme penali in bianco, invece, le previsioni che sanzionano l’inosservanza di atti amministrativi contenenti prescrizioni concrete e individuali, laddove l’atto amministrativo, effettivamente emesso, si limita ad integrare un elemento costitutivo della fattispecie astratta di reato, nella specie costituente un presupposto della condotta o del fatto: infatti, va sottolineato come la prescrizione emanata di volta in volta non rappresenti una norma così come la descrizione del tipo di illecito non riceve dal provvedimento alcuna integrazione astratta. Il tipo di reato è descritto dalla legge e quanto meno sotto il profilo delle fonti di produzione, la norma è corretta, al pari delle previsioni che sanzionano determinate attività svolte senza le dovute autorizzazioni amministrative. Si tratta di previsioni che per tutelare importanti beni giuridici sostanziali sanzionano penalmente l’inosservanza delle prescrizioni dell’autorità che di quei beni si occupano: in definitiva, vengono tutelati i cosiddetti beni giuridici funzionali, cioè l’insieme di quelle funzioni di controllo e regolamentazione di determinate attività o settori della vita collettiva, in capo all’autorità pubblica. È norma in bianco l’articolo 650 del codice penale italiano Non è norma in bianco l’articolo 28 comma 4 dello Statuto dei lavoratori che sanziona il datore di lavoro che non ottempera al decreto pretorile o alla sentenza pronunciata nel giudizio di opposizione nell’ambito di un procedimento di repressione nella condotta antisindacale.